# NGC 5792
NGC 5792 é uma galáxia espiral barrada (SBb) localizada na direcção da constelação de Libra. Possui uma declinação de -01° 05' 25" e uma ascensão recta de 14 horas, 58 minutos e 22,6 segundos.
A galáxia NGC 5792 foi descoberta em 11 de Abril de 1787 por William Herschel.